# Антонія Зоряна Шелепило
с. Антонія (нар.3 лютого 1988) — сестра-монахиня Української Греко-Католицької Церкви, належить до Згромадження сестер редемптористок Місіонерок Найсвятішого Ізбавителя.  Авторка популярного блогу-щоденника «Плани на завтра» у соцмережах та кількох книжок, фотографиня, надає психологічну допомогу внутрішньо переміщеним особам. За освітою магістр з релігійних наук, а також маркетолог.
|  | Дякую, Господи, що вчиш мене правдивої свободи... |

с. Антонія народилася у 1988 році в невеличкому селищі міського типу Гримайлів, на південному сході Тернопільщини у родині інженера та бухгалтерки. (Також у Гримайлові народилися Іван Полюй, Дарія Яківна Цвєк та ін.)
Після проголошення незалежності України батько Зоряни став головою селищної ради та розпочав українізацію свого селища. У той же період люди масово повернулися до храмів та взялися за створення парафіяльних спільнот. Так зробили і батьки Зоряни.
с. Антонія має кілька освіт: закінчила коледж за спеціальністю економіка й підприємництво, потім – політехнічний університет, має диплом маркетолога. Згодом в Католицькому університеті стала магістром релігійних наук, закінчила курс консультанта когнітивно-поведінкової терапії.

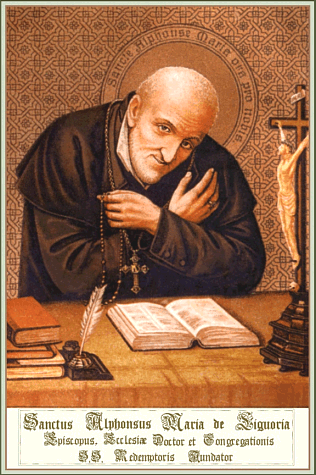
Святий Альфонс Марія де Ліґуорі (1696 — 1787), засновник ордену редемптористів

У монастир Зоряна прийшла, коли їй було 18 років і долучилась до Згромадження Сестер Редемптористок (повна назва – Сестри Місіонерки Найсвятішого Ізбавителя). Це інтернаціональна спільнота: вона існує в Україні (5 домів), а також в інших країнах світу – (в Німеччині, Австрії, Японії, Чилі, Болівії) з невеликою спільнотою – близько ста людей, в Україні – 28.

### Монографії
"Призадуми над своїм життям" та поезія
- ENTER.  —  Львів: Свічадо. 2019 р. — 256 ст. ISBN: 978-966-938-280-1 — Збірка поезій.
- Плани на завтра. Окраєць Слова на кожен день. — Львів: Свічадо. 2023 р. — 432 с. ISBN: 978-966-938-605-2
- Плани на завтра. Старий Завіт. Нові лінзи для Божого Слова. — Львів: Свічадо. 2024 р. — 494 с. ISBN: 978-966-938-720-2
- Календар на 2025 рік с. Антонії Шелепило (з листівками). — Львів: Свічадо. 2024 р. — 14 с. ISBN: 978-966-8744-67-9
- У Бога під серцем. / іл. Марія Кристопчук. Видавництво Юлії Сливки. 2024 р. — 323 с. 978-966-97824-7-2 — Збірка поезій. (40 гривень із кожного проданого примірника видавці перераховують на потреби війська, зокрема Медичному Добровольчому Батальйону «Госпітальєри». За першу добу продажу перерахували 20000 гривень[6].)

Бога малого в ближньому
в собі самому теж
шукав Його довго тижнями
але й роками теж...

### Відео
- Антонія Зоряна Шелепило || Суботня тема на UA: Рівне
- Презентація книги "У Бога під серцем"
- с.Антонія презентує книгу "Плани на завтра"
- Львівська монахиня презентувала рівнянам свою поетичну збірку "Ентер"

## Покликання
- Фейсбук-сторінка Плани на завтра
- Instagram сторінка
- Офіційний сайт редемптористів у Львові